# 杉山豊
杉山 豊（すぎやま ゆたか）は、日本のアニメプロデューサー。電通アニメ開発担当部長。岐阜県岐阜市出身、成城大学文芸学部卒業。

## 主な作品歴

### 映画
- 1988年 はれときどきぶた プロデューサー
- 2007年 河童のクゥと夏休み 製作プロデューサー
- 2010年 いばらの王 -King of Thorn- 製作委員会
- 2010年 カラフル プロデューサー
- 2012年 マジック・ツリーハウス 製作委員会
- 2014年 THE LAST -NARUTO THE MOVIE- アソシエイトプロデューサー
- 2019年 バースデー・ワンダーランド スペシャルサンクス

### テレビ

#### ASATSU-DK時代
- 1988年 キテレツ大百科 プロデューサー
- 1989年 ジャングル大帝 アニメーションプロデューサー
- 1990年 RPG伝説ヘポイ プロデューサー
- 1991年 ゲンジ通信あげだま
- 1994年 ヤマトタケル 企画
- 1995年 新世紀エヴァンゲリオン プロデューサー
- 1996年 こちら葛飾区亀有公園前派出所 企画
- 1997年 ケロケロちゃいむ プロデューサー
- 1999年 メダロット
- 2000年 遊☆戯☆王デュエルモンスターズ
- 2001年 テニスの王子様
- 2001年 シャーマンキング 企画
- 2002年 満月をさがして 企画

#### 電通移籍後
- 2003年 F-ZERO ファルコン伝説プロデューサー
- 2004年 BLEACH プロデューサー
- 2005年 アニマル横町 エグゼクティブプロデューサー
- 2006年 D.Gray-man
- 2017年 遊☆戯☆王VRAINS アニメーション総括